# أصلانيك
أصلانيك هي قرية في مقاطعة سلماس، إيران. يقدر عدد سكانها بـ 620 نسمة بحسب إحصاء 2016.